# Ectoedemia pubescivora
Ectoedemia pubescivora là một loài bướm đêm thuộc họ Nepticulidae. Nó được tìm thấy ở miền nam Pháp, bán đảo Iberia, Thụy Sĩ, miền bắc Ý, Sardinia và Sicilia.
Sải cánh dài 5–6 mm. Con trưởng thành bay từ tháng 5 đến the first half of tháng 6. Có một lứa một năm.
Ấu trùng ăn Quercus pubescens. Chúng ăn lá nơi chúng làm tổ. 